# Leah de Niese
Leah de Niese es una actriz australiana, más conocida por haber interpretado a Ruth Hartnell en la serie Short Cuts y a Nicola Pana en House Husbands.

## Carrera
Leah ha aparecido en comerciales para Specsavers, Medibank Garage Sale, T.A.C Double Bus, Telstra Push-to-Talk, A Great Line Up y para Books Alive.
En 2001 apareció en varios episodios de la exitosa serie australiana Neighbours, donde interpretó a Larissa Caldwell, anteriormente había aparecido por primera vez en la serie en 1994, cuando dio vida a la estudiante Miranda Starvaggi en once episodios. En 2002 se unió al elenco de la serie Short Cuts, donde interpretó a Ruth Hartnell.
En 2010 apareció como personaje recurrente en la popular serie Offspring, donde interpretó a Odile hasta 2011. En 2012 se unió al elenco principal de la serie House Husbands, donde interpretó a Nicola Pana. Ese mismo año apareció como invitada en dos episodios de la miniserie Puberty Blues y en la película 10Terrorists, donde interpretó a Cat.

## Filmografía
Series de televisión
| Año             | Título          | Personaje        | Notas                           |
| --------------- | --------------- | ---------------- | ------------------------------- |
| 2011 - presente | Twentysomething | Abby             | 12 episodios                    |
| 2012 - 2013     | House Husbands  | Nicola Pana      | 22 episodios                    |
| 2012            | Puberty Blues   | Celia            | 2 episodios                     |
| 2010 - 2011     | Offspring       | Odile            | 7 episodios                     |
| 2004            | Stingers        | Jemma Dyson      | episodio "Dirty Little Secrets" |
| 2002            | Short Cuts      | Ruth Hartnell    | 24 episodios                    |
| 2002            | Blue Heelers    | Kimberley Dyson  | episodio "Say His Name"         |
| 2001            | Neighbours      | Larissa Caldwell | 9 episodios                     |
| 1995            | Janus           | Evie             | episodio "An Unnatural Act"     |

Películas
| Año  | Título                 | Personaje | Notas |
| ---- | ---------------------- | --------- | --- |
| 2012 | 10Terrorists           | Cat       | junto a Melissa Bergland, Masa Yamaguchi, Sachin Joab, Louise Crawford, Richard Cawthorne, Nick Farnell y Matt Hetherington |
| 2006 | Court of Lonely Royals | Camille   | junto a Damon Gameau, Roger Oakley, Samantha Noble y Ayse Tezel                                                             |
| 2005 | Hating Alison Ashley   | Chrystal  | junto a Saskia Burmeister, Tracy Mann, Richard Carter, Rachael Carpani, Craig McLachlan y Delta Goodrem                     |

Presentadora
| Año | Obra                | Personaje             |
| --- | ------------------- | --------------------- |
| -   | Native Animal Story | presentadora invitada |
| -   | Toy Fair Story      | presentadora invitada |

Teatro
| Año | Obra                  | Personaje  |
| --- | --------------------- | ---------- |
| -   | Jilly                 | -          |
| -   | Book Club             | -          |
| -   | Beckett: Again: PLAY  | Mujer      |
| -   | Faeries in the Garden | Ditherbing |
| -   | Faust                 | Niña       |
| -   | The Wizard of Oz      | Munchkin   |